# Род, Дэвид
Дэвид Стивенсон Род (англ. David Stephenson Rohde, 7 августа 1967 года) — американский репортёр, который выиграл Пулитцеровскую премию 1996 года за освещение резни в Сребренице и разделил награду 2009 года с командой репортёров New York Times, освещавшей афганистанскую и пакистанскую повестки. В 2008 году Род вместе с другим репортёром и их водителем был похищен в окрестностях Кабула. Редакция New York Times и другие СМИ не афишировали произошедшее, чтобы повысить шансы заложников на выживание. При поддержке администраторов Википедии и её учредителя Джимми Уэйлса информацию удалось некоторое время скрывать даже на страницах платформы. Через семь месяцев после похищения Роду удалось бежать. К 2020 году Род занял пост исполнительного редактора новостей Newyorker.com.

## Биография

### Карьера
Дэвид Род вырос в Новой Англии. Он окончил Фрайбургскую академию в штате Мэн и Брауновский университет в Провиденсе.
В первые годы после выпуска он участвовал в президентских и конгрессменских кампаниях в качестве пресс-секретаря. C 1990 года Род поочерёдно работал производственным сотрудником ABC News и ABC World News Tonight, освещал восточно-европейскую повестку для Christian Science Monitor, локальные темы для Philadelphia Inquirer. Также как фрилансер Род писал для New York Times и Associated Press.
Во время работы для Christian Science Monitor на Балканах Род стал первым репортёром, сообщившим о массовых казнях и захоронениях в Сребренице. Он подтвердил информацию фотографиями братских могил, опросил девять выживших о масштабах резни и роли военачальника Ратко Младича. Во время расследования он был задержан боснийскими сербами недалеко от Сараево, но успел передать редакции материалы. Репортёру были предъявлены обвинения в незаконном пересечении границы, подделке документов и шпионаже. Он содержался под стражей в камере с 15 другими заключёнными, неоднократно подвергался допросам, адвокат и американский общественный наблюдатель не были допущены до судебного процесса. Тем не менее уже через десять дней Род был освобождён и вскоре вернулся на родину. Когда материалы из Сребреницы были опубликованы, журналистское сообщество отметило вклад репортёра в освещение событий, без которого «правда была бы похоронена вместе с тысячами людей». Род стал одним из свидетелей, давших показания о геноциде в Боснии и Герцеговине на слушаниях в Комиссии Палаты представителей по безопасности и сотрудничеству в Европе. В 2011 году расследование Рода было включено в исследовательско-образовательный проект Центра по изучению прав человека и Школы журналистики Колумбийского Университета.
Род присоединился к New York Times в 1996 году и в течение последующих пяти лет работал репортёром в вашингтонском бюро. С 2002 по 2005 год он был соруководителем южно-азиатского филиала газеты в Нью-Дели. Он писал для отдела международных новостей об интервенции НАТО в Косово в 1999 году, американском вторжении в Афганистан в 2001 году, облавах на американских мусульман после терактов 11 сентября 2001 года, израильском вторжении на Западный берег в 2002 году, американском вторжении в Ирак в 2003 году. В 2004 и 2005 годах он освещал жестокое обращение с заключенными в тюрьме Абу-Грейб в Багдаде и на авиабазе Баграм в Афганистане. Позднее корреспондент перешёл в отдел журналистских расследований, но продолжил параллельно освещать новости из Пакистана и Афганистана. Так, он сообщал о землетрясении в Кашмире 2005 года, чрезвычайном положении, введённом Первезом Мушаррафом в 2007 году и дальнейшем ходе выборов в Пакистане в 2008 году.
К 2011 году Род оставил позицию в отделе журналистских расследований, чтобы переключиться на писательскую деятельность. Одновременно он присоединился к Reuters в качестве колумниста. Также в разные годы его материалы о Ближнем Востоке публиковали Foreign Affairs, Associated Press и Washington Report, он выступал глобальным аналитиком для CNN. К 2020 году Род занял пост исполнительного редактора новостей Newyorker.com, где помогал вести освещение политики президента Дональда Трампа. Так, он публиковал материалы о расследованиях в отношении Дональда Трампа-младшего и Иванки Трамп, директора Белого дома по связям с общественностью Энтони Скарамуччи.

### Похищение
10 ноября 2008 года Род вместе с афганистанским репортёром Тахиром Лудином и их водителем был похищен в провинции Логар. Они были схвачены по дороге на интервью с одним из высокопоставленных командиров Талибана, приглашение на которое получил Лудин. Род должен был взять интервью для книги о взаимоотношениях США и Афганистана. Заложников держали в лагере в Северном Вазиристане в Пакистане. Требования похитителей разнились, среди прочего указывали отсутствие огласки, выкуп в размере десяти миллионов долларов и освобождение талибов, заключённых в афганистанских и американских тюрьмах. Злоумышленники заставили журналистов сняться как минимум в трёх роликах в окружении вооружённых автоматами охранников в масках. Ультиматумы были посланы западным новостным агентствам, Красному кресту и родственникам Рода. В переговоры и работу по освобождению пленных были вовлечены исполнительный директор Комитета защиты журналистов Джоэл Саймон, госсекретарь США Хиллари Клинтон, американский дипломат Ричард Холбрук, а также другие общественные и политические деятели.
Хотя во время переговоров похитители дали понять, что не собираются убивать заложников, американская сторона серьёзно опасалась за их жизни. Первое время New York Times и другие СМИ сохраняли факт похищения в секрете по соображениям безопасности. Так, о похищении знало как минимум 40 новостных агентств, которые по неофициальному запросу New York Times утаили новость. Редактор Editor & Publisher Грег Митчелл назвал это «самым поразительным блэкаутом прессы в связи с крупным событием», которое он видел. Заметки о похищении публиковали Pajhwok Afghan News, Al Jazeera, итальянское информационное агентство Adnkronos и ряд блогеров, часть из них позднее удалила посты по просьбе New York Times. Представители NYTimes добились сокрытия информации об инциденте и на страницах Википедии: статью о Роде неоднократно редактировали и блокировали при помощи администраторов платформы под руководством её учредителя Джимми Уэйлса. Им помогал тот факт, что сведения о похищении были опубликованы только в недостаточно авторитетных новостных изданиях, а потому администраторы имели основания удалить их без нарушения правил. Хотя представители New York Times отмечали, что сдержать правки было гораздо сложнее, чем договориться с редакциями западных СМИ. Отдельные источники указывают, что политика умалчивания была связана не с опасениями за жизнь пленных, а стремлением уменьшить сумму выкупа.
Через семь месяцев после похищения репортёрам удалось сбежать, благодаря спрятанной от охранников верёвке. Ночью 19 июня 2009 года Род и Лудин дождались, пока злоумышленники заснут, по очереди покинули камеру и, спустившись по шестиметровой стене, выбрались из лагеря. Во время побега Лудин повредил ногу, но смог вместе с Родом пешком добраться до корпуса пакистанских военных, откуда их доставили в Исламабад, а затем — на американскую военную базу в Баграме. Водитель журналистов Асадулла Мангал не бежал с ними, по словам Рода, он примкнул к талибам. Но позднее стало известно, что мужчина сотрудничал с похитителями только для обеспечения собственной безопасности и сбежал через пять недель после журналистов. Одновременно Род подробно описал свой опыт в серии из пяти статей, а позднее опубликовал книгу.
В 2020 году бывший командир вооружённой группировки Хаджи Наджибулла был арестован на Украине и перевезён в США, где предстал перед мировым судьёй Манхэттена по обвинению в похищении. Также ему вменяли захват заложников и угрозы автоматом во время записи видео для выкупа, что карается пожизненным заключением. Приговор, датированный 2014 годом, был опубликован только после поимки Наджибуллы, который тем не менее отрицал свою вину. Его сообщники Ахунд Зада, Зада и Тимор Шахи оставались на свободе.

## Награды и признание
В 1996 году Род был награждён Пулитцеровской премией за репортажи для Christian Science Monitor о массовых казнях боснийских мусульман после падения города Сребреница на востоке Боснии и Герцеговины. Материалы также отметили жюри Премии Джорджа Полка, Премии Ливингстона, Премии журналистского сообщества «Сигма, Дельта, Хи», Премии Клуба зарубежных корреспондентов и Премии Американского общества редакторов новостей. В 2009 году он разделил Пулитцеровскую премию с командой репортёров New York Times за «мастерское, новаторское освещение усугубляющихся военных и политических проблем Америки в Афганистане и Пакистане». В 2010 году журналист вышел в финал Пулитцеровской премии за «захватывающий материал о заключении в плену у талибов в течение семи месяцев до его впечатляющего побега».
В 2000 году Институт «Открытое общество» предоставил Роду стипендию для написания статей об этнических и межрелигиозных конфликтах в различных странах. В 2001 году он в составе авторов получил награду Силурианского общества за серию расследований о низко квалифицированных адвокатах, предоставляемых судами Нью-Йорка. Через четыре года он стал стипендиатом Центра Шоренштейна в Гарвардской школе Кеннеди. В 2012 году Международный институт прессы назвал Дэвида Рода своим 63-м мировым героем свободной прессы.